# Mound (Louisiana)
Mound és una població dels Estats Units a l'estat de Louisiana. Segons el cens del 2000 tenia 12 habitants.

## Demografia
Segons el cens del 2000, Mound tenia 12 habitants, 4 habitatges, i 4 famílies. La densitat de població era de 19,3 habitants/km².
Per edats la població es repartia de la següent manera: un 25% tenia menys de 18 anys, un 8,3% entre 18 i 24, un 25% entre 25 i 44, un 25% de 45 a 60 i un 16,7% 65 anys o més.
L'edat mediana era de 42 anys. Per cada 100 dones de 18 o més anys hi havia 80 homes.
Entorn del 33,3% de les famílies i el 50% de la població estaven per davall del llindar de pobresa.

## Poblacions més properes
El següent diagrama mostra les poblacions més properes.